# Яан Унт
Яан Унт (ест. Jaan Unt, 20 липня 1894, с. Мурікатсі, повіт Вільяндімаа, Естонія — 24 грудня 1974, м. Ванкувер, Канада) —  офіцер Естонської армії під час війни за незалежність, командир Піхотного батальйону Купер'янова.

## Життєпис

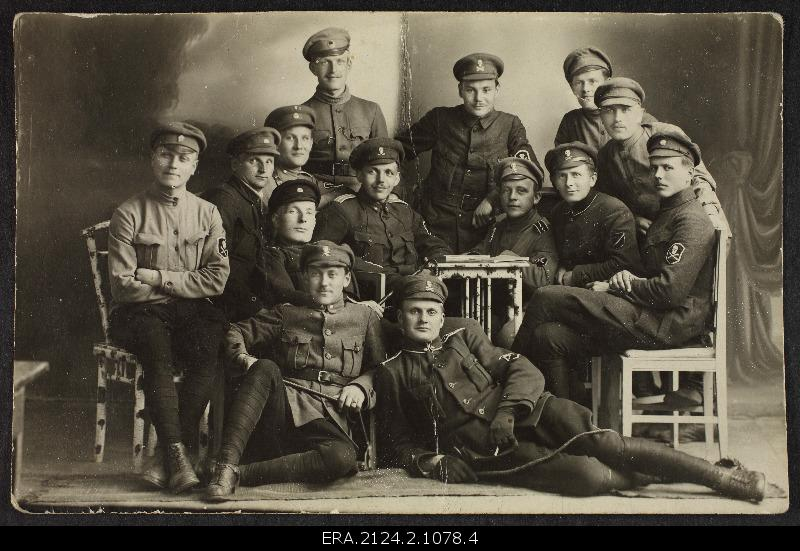
Офіцери батальйону Куперьянова, липень 1919. Посередині командир Яан Унт

Народився у сім'ї фермера. Навчався в школі Леебіку, парафіяльній школі в Гелме і в Талліннській торговій школі, яку закінчив у 1912 році.
З початком Першої світової війни був мобілізований у лютому 1915 року. Закінчив 4-те Петроградське училище прапорщиків, де навчався на одному курсі з Юліусом Куперьяновим, згодом разом з ним служив у 5-му Київському гренадерському полку. На фронті з жовтня 1915 року у Польщі, у березні 1917 року отримав звання поручника.
У травні 1917 року приєднався до 1-го естонського піхотного полку, який формувався в Таллінні, у вересні того ж року був направлений в естонський резервний батальйон, розташований в Тарту, де також виконував обов'язки лінійного командира. Після розформування резервного батальйону разом з Куперьяновим організував підпільну оборонну організацію Омакайтсе в Тарту під час першої німецької окупації. 
У грудні 1918 року призначений командиром 4-го відділу Тартумааського партизанського батальйону, сформованого Куперьяновим, а після його загибелі очолив підрозділ.
У січні 1921 року служив у 6-му піхотному полку. У квітні цього ж року залишив військову службу і почав керувати власним господарством у Тартуському повіті. У листопаді 1922 року отримав звання підполковника.
Після комуністичного заколоту 1 грудня 1924 року його знову призвали на службу.
У 1927 році закінчив Тартуську міську вечірню середню школу та розпочав навчатися на юридичному факультеті Тартуського університету, але в 1930 році перевівся на економічний факультет.
З червня 1934 року на службі у поліції, спочатку комісар Нарвської станції залізничної поліції, а у червні 1936 року був переведений комісаром поліції дільниці Хаапсалу префектури Ляене-Сааре. У грудні 1936 року призначений другим заступником начальника префектури Ляене-Сааре. У червні 1937 року добровільно залишив поліцію та оселився в Нимме, де працював бухгалтером.
В окупованій Естонії йому вдалося уникнути репресій під час радянської влади. Під час німецької окупації обіймав керівні посади в поліції Таллінна, а також був спеціальним комісаром Естонського муніципалітету в Естонському легіоні. Влітку 1944 року брав участь в оборонних боях проти Червоної Армії в Тартуському повіті як командир місцевого відділу Омакайтсе. У вересні 1944 року виїхав до Німеччини, де залишився після закінчення війни.
У 1947 році виїхав до Англії, а звідти до Канади в 1948 році. Жив на узбережжі Тихого океану поблизу Ванкувера. Там він створив курячу, а згодом індича ферму, на якій працювали з дружиною до виходу на пенсію в 1967 році.
Помер 24 грудня 1974 року у своєму будинку поблизу Ванкувера і був похований на кладовищі Форест Лон.